# 東哥企業
東哥企業（Ocean Alexander）是臺灣遊艇製造商，以自有品牌oceanalexander生產銷售遊艇；2021年，按遊艇生產量計算為世界第四大遊艇製造商。、亞洲第1大的豪華遊艇製造商，《Boat》雜誌評選 2022前10大遊艇製造商，東哥遊艇為「全球第三」的遊艇製造商，與亞果遊艇並稱「遊艇雙雄」。目前以大型豪華遊艇為主要銷售主力，並以美國為主要市場。

## 外部連結
東哥遊艇公司粉絲專頁